# Алмеж
Алмеж (рум. Almăj) — село у повіті Долж в Румунії. Входить до складу комуни Алмеж.
Село розташоване на відстані 189 км на захід від Бухареста, 15 км на північний захід від Крайови.

## Населення
За даними перепису населення 2002 року у селі проживали 589 осіб, усі — румуни. Усі жителі села рідною мовою назвали румунську.